# Landesstraße L50

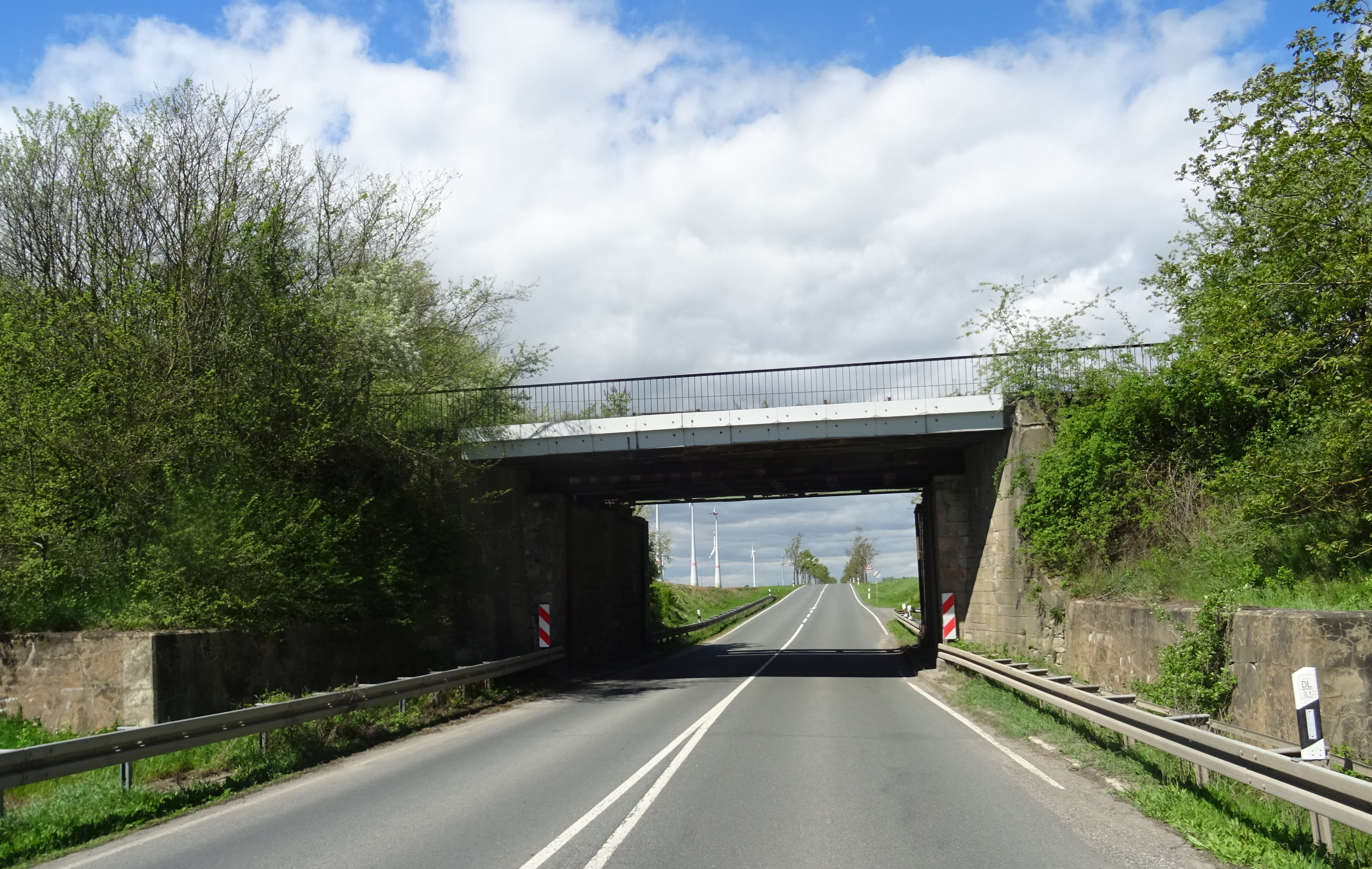
Brücke der Kanonenbahn über die L50 bei Neugattersleben

Die Landesstraße L50 ist eine historisch bedeutsame Landesstraße in Sachsen-Anhalt und verbindet die beiden Großstädte des Bundeslandes meist parallel zur Bundesautobahn 14.

## Geschichte

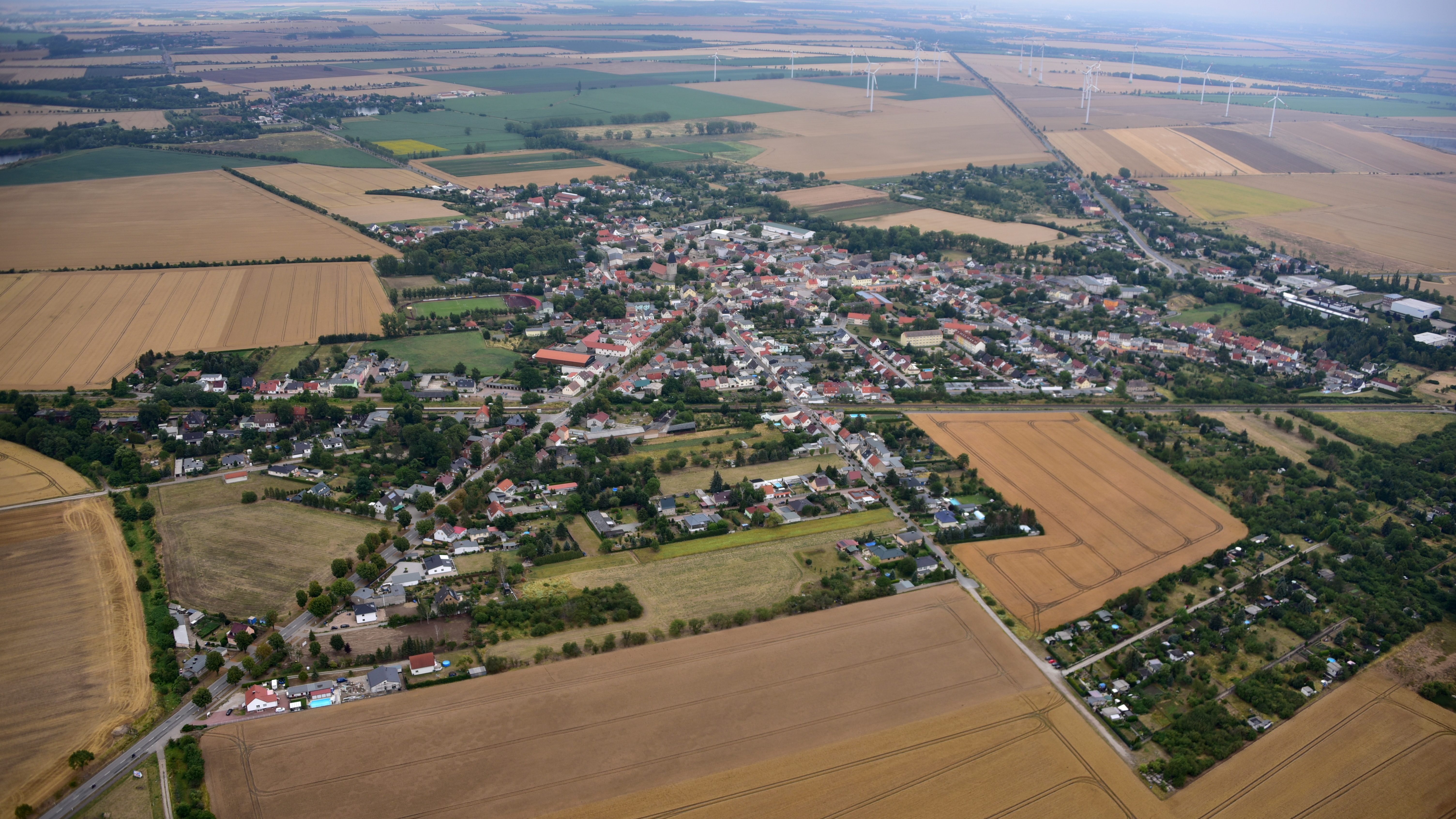
L50 in Förderstedt (im Vordergrund links in den Ort hinein, im Hintergrund rechts weiter gen Magdeburg führend)

Große Teile von Sachsen-Anhalt gehörten als Herzogtum Magdeburg seit dem Jahr 1680 zu Preußen. Mit dem Tod von Friedrich dem Großen im Jahr 1786 kam es zu einer Neuorientierung der preußischen Verkehrspolitik unter seinem Nachfolger, dem König Friedrich Wilhelm II. An die Stelle der bisher bevorzugten Kanalbauten traten nun die Staatschausseen, deren Finanzierung der Staat mit dem Ziel einer dauerhaften Instandsetzung übernahm. Die erste öffentlich ausgelobte Chaussee war hierbei die Verbindung von Magdeburg mit Leipzig, die im Jahr 1787 in einem Wettbewerb ausgeschrieben und von einem der drei Teilnehmer, dem Baurat Mathias Stegemann, gewonnen wurde, der eine Route über Bernburg und Halle nach Schkeuditz vorschlug.
Die Neuerung der Chausseen – gegenüber den bis dahin existierenden Wegen und Straßen in Preußen – war der Versuch möglichst lange gerade Abschnitte sowie einen festen Untergrund zu schaffen, weshalb man sie auch „Kunststraßen“ nannte. Zudem erhielten sie ein standardisiertes Inventar mit Alleebäumen, Straßengräben, Chausseehäusern und Meilensteinen. Da man auf dem – für Preußen recht neuen – Gebiet des Straßenbaus noch lernen musste und ein Teil der Strecke im Raum Bernburg durch das Nachbarland Anhalt führte, dauerte der Bau der über 100 Kilometer langen Gesamtstrecke von 1788 bis 1801 an. In den 1870er Jahren übergab der preußische Staat die Chausseen an seine Provinzen, so dass nun die Provinz Sachsen für sie zuständig war. Im weiteren Verlauf wurden aus den Chausseen – mit entsprechend wechselnder Zuständigkeit – Fernverkehrsstraßen (Weimarer Republik), Reichsstraßen (Drittes Reich), erneut Fernverkehrsstraßen (Deutsche Demokratische Republik) und schließlich Bundesstraßen. Der Großteil der L50 besteht aus – nach dem Autobahnbau der A14 – umgewidmeten Bundesstraßen. Zwischen Magdeburg und Könnern entspricht der Verlauf dem ehemaligen Südteil der Bundesstraße 71. Der Teil von Könnern nach Halle war ursprünglich ein Teil der Bundesstraße 6.

## Verlauf
Die L50 beginnt in Wanzleben an der Bundesstraße 246a und führt in nordöstliche Richtung nach Magdeburg. Von dort aus führt die Straße zu großen Teilen auf der ehemaligen Chaussee in südliche Richtung über Bernburg nach Halle. Im Hallenser Stadtgebiet endet die L50 im Viertel Am Wasserturm/Thaerviertel unweit von der Bundesstraßen 6 und 100.
Die Landesstraße L50 kreuzt die Bundesautobahn 14 sechsmal.
Südlich von Bernburg ist die L50 wegen eines Tagesbruchs auf mehreren Kilometern seit 2010 nicht befahrbar. Dieses Teilstück wurde herabgestuft.

## Besonderheiten
Da sie erst im Jahr 1801 im gesamten Verlauf bis kurz vor Leipzig fertiggestellt wurde, gilt sie zwar als erste preußische Fernchaussee, nicht aber als erste preußische Chaussee, da bereits zuvor die ebenfalls 1788 begonnene Chaussee von Berlin nach Potsdam eröffnet werden konnte.
Entlang der ehemaligen Chaussee haben sich mehrere alte Meilensteine erhalten. Der Ganzmeilenstein bei Magdeburg gilt hierbei als ältester noch bestehender preußischer Meilenstein überhaupt. Gen Süden folgen ihm die Meilensteine bei Dodendorf (Landkreis Börde), Welsleben, Biere, Förderstedt, Löbnitz, Bernburg, Trebitz, Könnern, Garsena (alle Salzlandkreis), Domnitz, Nauendorf, Lettewitz, Beidersee (westlich des heutigen Verlaufs beim ehemaligen Chausseehaus) und Grube Ferdinande. In Bernburg, wo die wichtigste Ost-West-Verbindung Anhalts die Landesstraße 50 kreuzt, befindet sich zudem ein anhaltischer Meilenstein am Straßenrand.
Auch mehrere frühe preußische Chausseehäuser haben sich entlang der Chaussee erhalten, etwa das Chausseehaus Sylbitz bei Beidersee oder das Chausseehaus Garsena. Einige andere wurden hingegen abgerissen oder stark umgebaut. An ein solches Dienstgebäude erinnert der Chausseehausweg bei Biere.
An die ehemalige Chaussee selbst erinnern noch zahlreiche Straßennamen im Verlauf der L50, z. B. Hallesche Straße (Bebitz, Bernburg), Alte Hallesche Straße (Domnitz), Hallesche Landstraße (Bernburg), Magdeburg-Leipziger Chaussee (Atzendorf), Magdeburg-Leipziger Straße (Förderstedt), Magdeburger Straße (Könnern, Bernburg, Morl), Magdeburger Chaussee (Halle, Bernburg, Neugattersleben), Leipziger Straße (Magdeburg, Dodendorf) oder Leipziger Chaussee (Magdeburg, Dodendorf). In Beidersee heißt der kurze Abschnitt des alten Verlaufes Magdeburger Chaussee, in Halle ein Teilstück des früheren Verlaufes Magdeburger Straße. Auch über die L50 hinaus sind derartige Benennungen zu beobachten.

Preußische Meilensteine an der L50 (Auswahl)
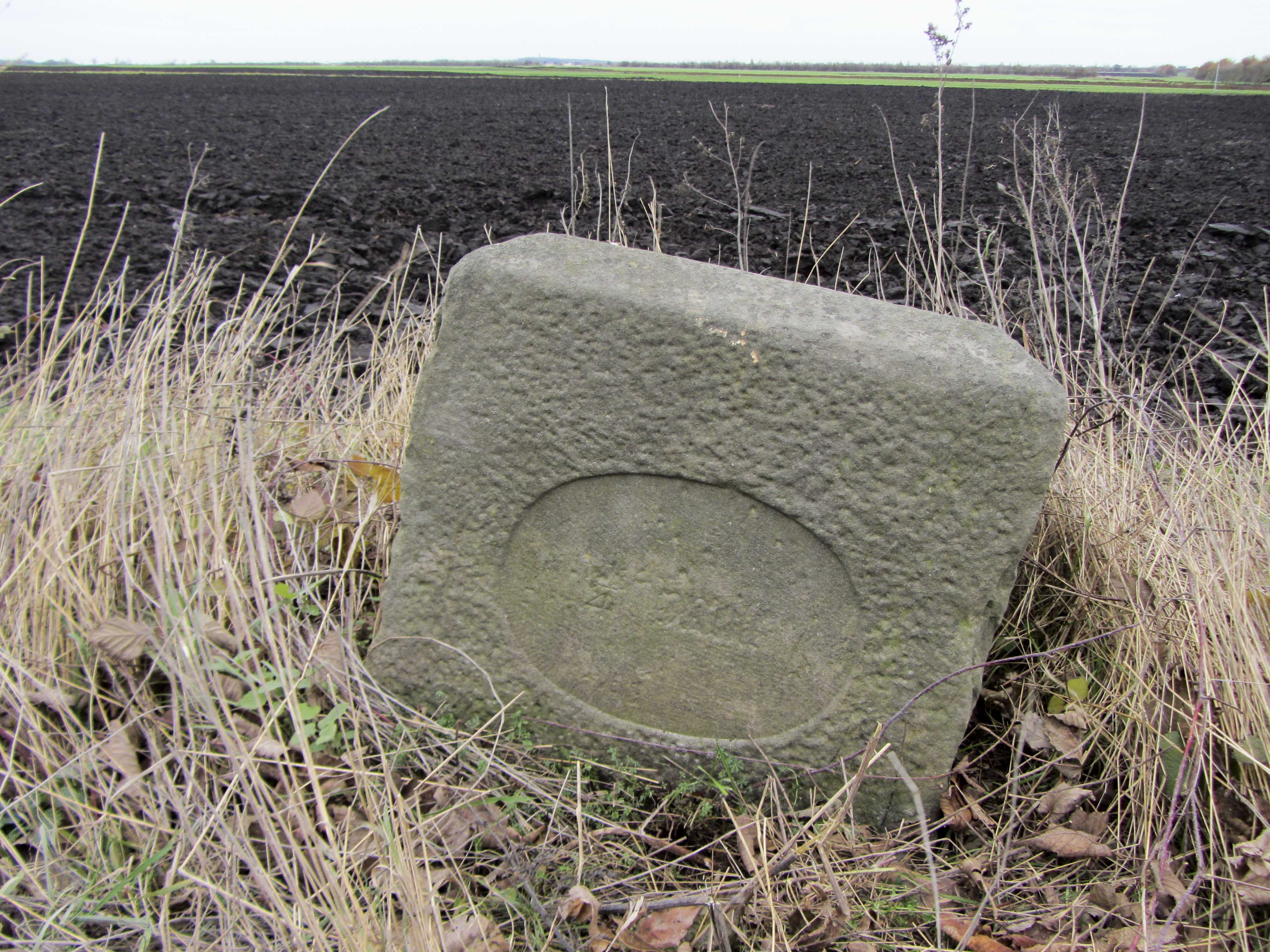
Viertelmeilenstein bei Löbnitz
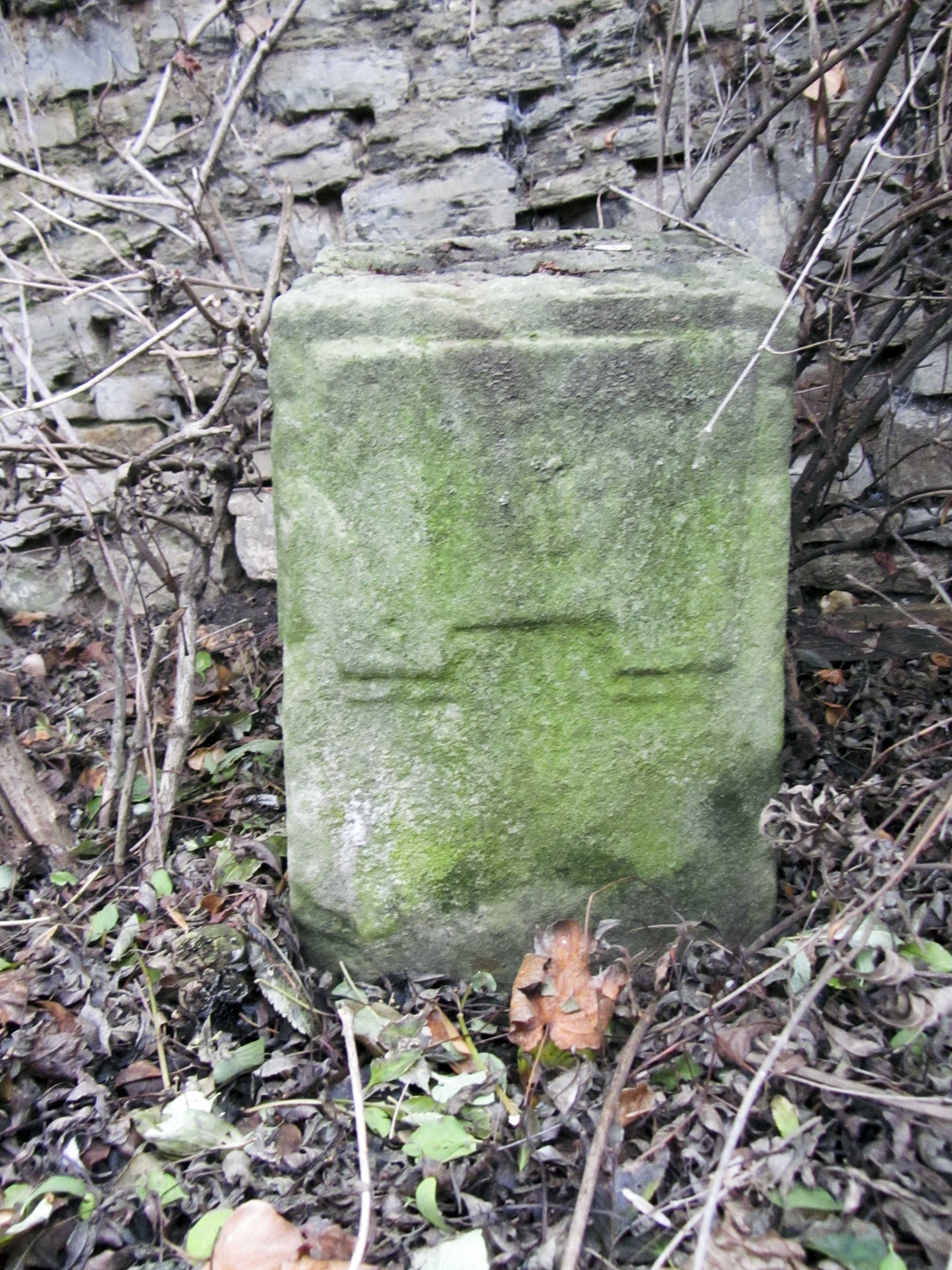
Halbmeilenstein in Förderstedt
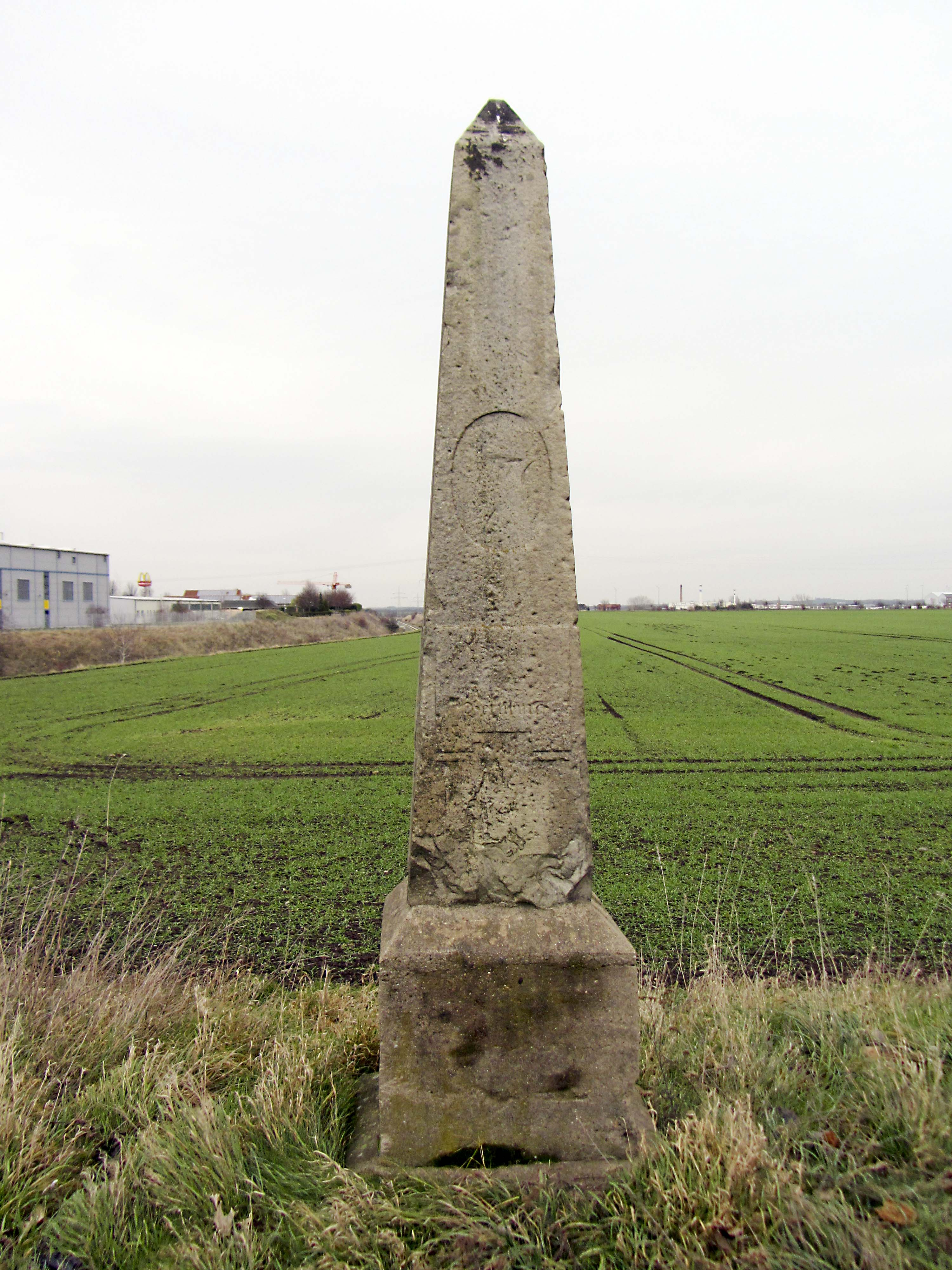
Ganzmeilenobelisk in Bernburg
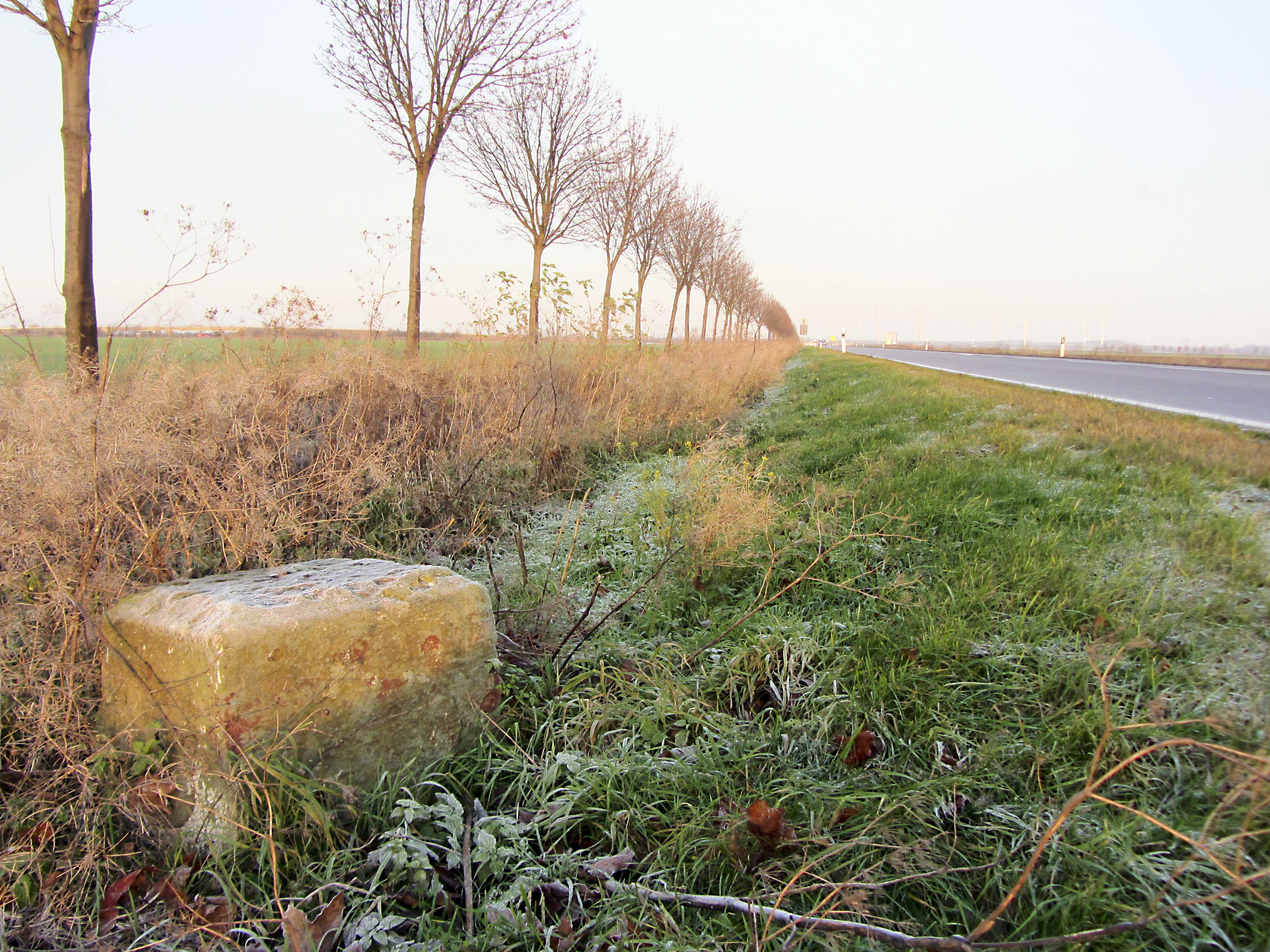
Viertelmeilenstein bei Nauendorf
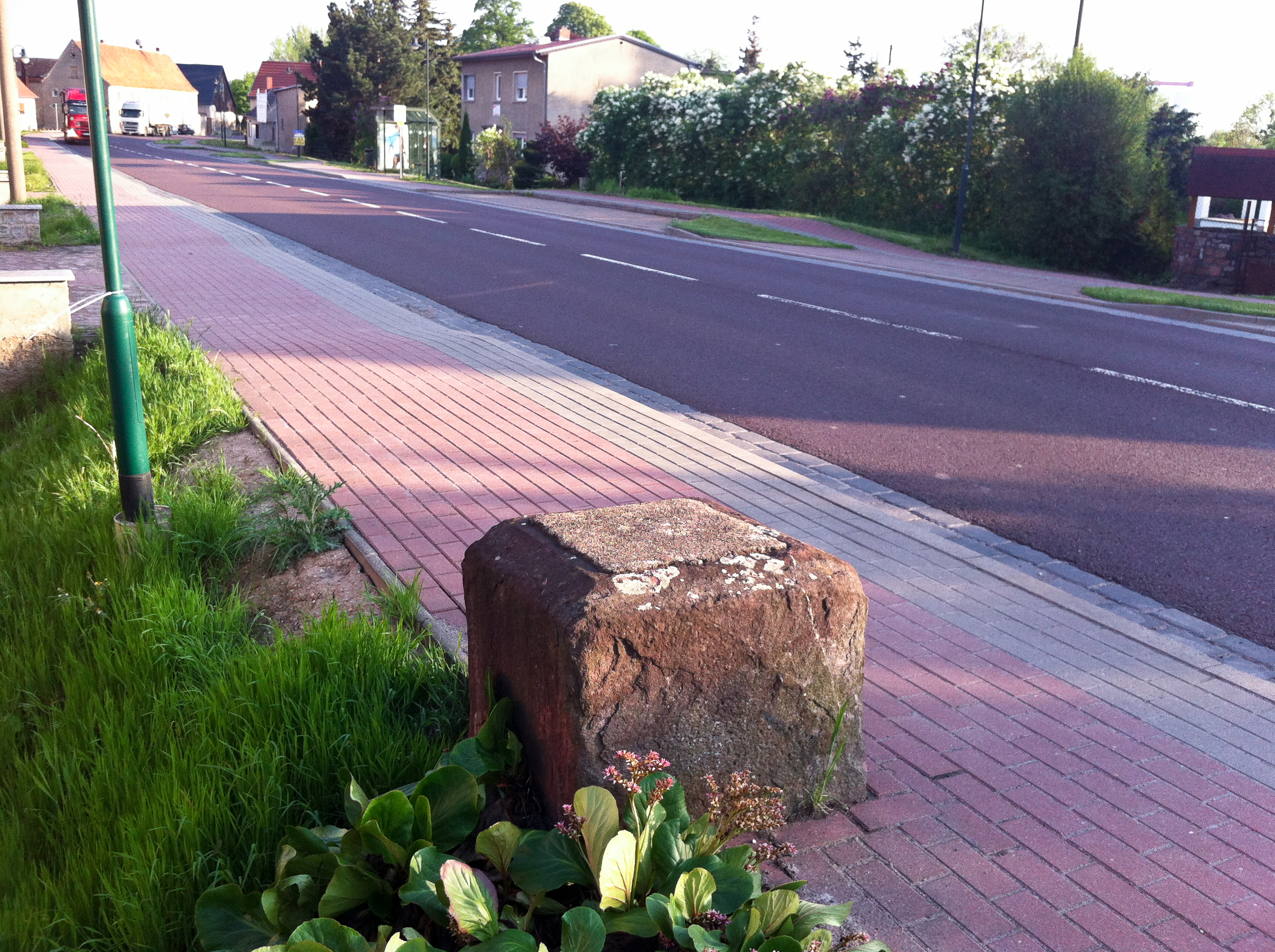
Meilensteinrest in Bebitz